# Grotta di Punta Niedda
La grotta di Punta Niedda (Punta nera in italiano) è un piccolo anfratto naturale scavato nell'andesite situato nel territorio del comune di Portoscuso, nella provincia del Sulcis Iglesiente.
La grotta, profonda circa 4,5 metri e alta 1, si compone di due camere separate, chiuse all'ingresso da un muretto a secco. Al suo interno nel 1942 furono rinvenuti i resti di 6 individui e un corredo funebre composto da collane, oggetti in rame e bronzo e ceramiche appartenenti alla cultura di Bonnanaro (prima metà del II millennio a.C.).